# 鲍科·帕尔
鲍科·帕尔（匈牙利語：Bakó Pál，1946年6月8日—），匈牙利男子现代五项运动员。他曾代表匈牙利参加1972年夏季奥林匹克运动会现代五项比赛，获得男子团体银牌。